# بخش میان‌ولایت
بخش میان ولایت یکی از بخش‌های شهرستان باخرز  در استان خراسان رضوی ایران است.

## تقسیمات کشوری
- بخش میان ولایت
  - دهستان دشت تایباد
  - دهستان کوهسنگی

شهرها: مشهد ریزه

## جمعیت
بنابر سرشماری مرکز آمار ایران، جمعیت بخش میان ولایت شهرستان تایباد در سال ۱۳۸۵ برابر با ۲۷۶۲۷ نفر بوده است.